# Comuna Serbînivka, Starokosteantîniv
Serbînivka (în ucraineană Сербинівка) este o comună în raionul Starokosteantîniv, regiunea Hmelnîțkîi, Ucraina, formată din satele Iosîpivka, Kalînivka, Levkivka și Serbînivka (reședința).

## Demografie
Componența lingvistică a comunei Serbînivka
     Ucraineană (99,06%)
     Alte limbi (0,85%)
Conform recensământului din 2001, majoritatea populației comunei Serbînivka era vorbitoare de ucraineană (99,06%), existând în minoritate și vorbitori de alte limbi.